# Janakkala
Janakkala è un comune finlandese di 16280 abitanti, situato nella regione del Kanta-Häme.

## Geografia fisica
Janakkala si trova nella parte superiore della zona del lago Vanajavesi, alimentato dal fiume Kokemäenjoki. I corsi d'acqua dei dintorni entrano nel lago Kernaalanjärvi, alimentato dal fiume Hiidenjoki. Inoltre vi sono numerosi esker, caratteristici del paesaggio. Le zone piane tra questi sono fertili e vengono per questo sfruttate per agricoltura. 

## Storia
La più antica citazione di Janakkala risale al 1341. Nel periodo del dominio svedese vi erano in Janakkala numerosi poderi. Janakkala appartiene alle zone della Finlandia con la maggior parte di manieri. Alcuni di questi sono poderi ancora di proprietà di antiche famiglie nobili. La zona politica di Janakkala è tale dal 1866.

## Monumenti e luoghi d'interesse
La chiesa dedicata a san Lorenzo fu consacrata nel 1520. Altri luoghi d'interesse sono il parco Puuhamaa e il centro sciistico Kalpalinna, con 12 piste di una lunghezza fino a 450 m.

## Geografia antropica
Janakkala ha due centri nelle zone piane: Turenki, con 7 079 abitanti al 31 dicembre 2004, e Tervakoski, con 4 881 abitanti. La frazione Tarinmaa, con la chiesa, segue con soli 396 abitanti, mentre al quarto posto si trova Leppäkoski, con 435 abitanti. Altre località nell'ambito del comune sono Heinäjoki, Hiisi, Hyvikkälä, Kerkkola, Kernaala, Kiipula, Kiri, Koljala, Löyttymäki, Mallinkainen, Melkkola, Napiala, Saloinen, Sauvala, Tanttala, Uhkoila, Virala e Vähikkälä. In complesso tre quarti degli abitanti della località vivono in centri abitati. Il numero degli abitanti, grazie alla vicinanza con Hämeenlinna e alla politica del territorio, è in crescita.